# Социолошки преглед
Социолошки преглед је научни часопис који објављује теоријске, емпиријске и методолошке радове из области социологије, као и мултидисциплинарне радове у којима је социолошки један од приступа.

## О часопису
Социолошки преглед је најстарији научни часопис из области социологије на Балкану, основан у Београду 1938. године. Тематски обухвата све дисциплине социологије као науке, као и мултидисциплине у којима је социолошки један од приступа. Часопис се објављује квартално, двојезично: на српском језику и на енглеском језику. Водећи социолози из Србије чине уредништво, али постоји и Међународни научни савет са истраживачима - социолозима из више од 10 земаља. Први уредник часописа Социолошки преглед био је професор Ђорђе Тасић. Издавач часописа је Српско социолошко друштво.

### Историјат
Часопис Социолошки преглед је, по Миловану Митровићу први прави југословенски социолошки часопис. Први пут је као зборник објављен 1938. године под уредништвом Ђорђа Тасића, професора Правног факултета, у издању Друштва за социологију и друштвене науке у Београду. Обнавља га Социолошко друштво Србије 1961. године, најпре као зборник, а од 1964. излази као часопис. Излази најпре штампан латиницом, а од 1998. године штампа се на ћириличном писму Србије. Од 1977. суиздавач је Центар за социолошка истраживања Института друштвених наука, а током 1983. као издавач се појављивало и Удружење социолога САП Војводине. Од 1988. до краја 2008. године издавач часописа је Социолошко друштво Србије (које се од 2006. године поново зове Српско социолошко друштво) у сарадњи са Институтом друштвених наука (Београд) и Институтом за криминолошка и социолошка истраживања (Београд). Пошто су ова два института одустала од сарадње на објављивању часописа, од 2022. године Српско социолошко друштво издаје Социолошки преглед у сарадњи са Универзитетом у Београду – Факултетом безбедности и Универзитетом у Београду – Учитељским факултетом (у међувремену променио име: Универзитет у Београду – Факултет за образовање учитеља и васпитача). Социолошки преглед је покренут са амбицијом, како стоји на првој страници Увода, „да припомогне са своје стране, према моћима својих чланова и према могућностима рада код нас, напретку друштвених наука у нас. Оно није дошло да руши ауторитете или да прокламује истине, за које се у свету не зна. Оно има ту скромну амбицију да пође корак даље у проучавању друштвеног живота од оне тачке, до које се код нас дошло, и да пренесе методе рада који су већ победиле у свету".

### Периодичност излажења
Часопис излази на свака три месеца, четири пута у току године. 
Социолошки преглед је 1938, 1961. и 1962. изашао као годишњак, од 1964. до 1978. излазио је трипут годишње, а од од 1979. до данас четири пута годишње. Није изашао 1963, 1966, 1967. и 1969. године. Социолошки преглед је 1938, 1961. и 1962. изашао као годишњак, од 1964. до 1978. излазио је трипут годишње, а од од 1979. до данас четири пута годишње. Због недостатка новца није изашао 1963, 1966, 1967. и 1969. године. До краја 2022. издата су 56 годишта, укупно 217 бројева штампаних у 164 свеске: 119 појединачних бројева, 39 двоброја, 1 троброј и 5 четвороброја. Објављена су и 4 броја у три свеске посебног издања часописа Социолошки преглед "Сто година социологије у Србији" 2012. Поводом 80. година од оснивања 2018. је објављен приређени репринт Социолошки преглед бр. 1/1938, а 2021. је објављена монографска библиографија Социолошки преглед 1938-2020: Библиографија.

## Уредници
- Снежана Стојшин (2023-)
- Урош Шуваковић[5](2017-2022)
- Душан Маринковић (2015-2017)
- Радмила Накарада (2013-2015)
- Жолт Лазар (2009-2013)
- Слободан Антонић (2006-2008)
- Гордана Трипковић (2004-2006)
- Зоран Аврамовић (1999-2000)
- Милан Брдар (1997-1998)
- Слободан Вуковић (1994-1996)
- Милена Давидовић (1992-1993)
- Триво Инђић (1989-1991)
- Стјепан Гредељ (1987-1988)
- Сретен Вујовић (1985-1987)
- Угљеша Звекић (1983-1985)
- Аљоша Мимица (1983-1985)
- Анђелка Милић (1981-1983)
- Борисав Џуверовић (1981-1983)
- Слободан Бакић (1977-1981)
- Ђорђије Ускоковић (1975-1976)
- Слободан Бакић (1974-1975)
- Слободан Бакић (1971-1973)
- Триво Инђић (1971-1973)
- Милосав Јанићијевић (1968-1970)
- Живан Танић (1965)
- Слободан Боснић (1964)
- Михаило В. Поповић (1961-1962)
- Ђорђе Тасић (1938)

## Издавачки савети

### Председници издавачких савета
- Академик проф. др Радомир Лукић: бр. 2-3/1973 до бр. 3-4/1984.
- Проф. др Вукашин Павловић: бр. 3-4/1985. до бр. 2/1987.
- Проф. др Марија Богдановић: бр. 3/1987. до бр. 1-4/1993.

### Бр. 2-3/1973 – 2/1979
- Радомир Лукић, председник
- Драган Срејовић, члан
- Радојица Бојанић, члан
- Данило Ž. Марковић, члан
- Милован Митровић, члан
- Миодраг Ранковић, члан

### Бр 3-4/1979 – 3-4/1980
- Радомир Лукић, председник
- Миодраг Ранковић, члан
- Владимир Милановић, члан
- Мирослав Печујлић, члан
- Војин Милић, члан
- Живан Танић, члан
- Оливера Бурић, члан
- Анђелка Милић, члан
- Михајло Поповић, члан
- Милосав Јанићијевић, члан
- Слободан Бакић, члан

### Бр. 1-2/1981 – 3-4/1984
- Радомир Лукић, председник
- Миодраг Ранковић, члан
- Владимир Милановић, члан
- Мирослав Печујлић, члан
- Војин Милић, члан
- Живан Танић, члан
- Оливера Бурић, члан
- Анђелка Милић, члан
- Михајло Поповић, члан
- Милосав Јанићијевић, члан
- Слободан Бакић, члан
- Борисав Џуверовић, члан

### Бр. 1-2/1985 – 1-2/1987
- Вукашин Павловић (председник, од бр. 3-4/1985)
- Есад Ћимић
- Загорка Голубовић
- Владимир Гоати
- Божидар Јакшић
- Миленко Каран
- Младен Козомора
- Младен Стојанов
- Сретен Вујовић

### Бр. 3/1987 – 4/1988
- Марија Богдановић, председник
- Есад Ћимић, члан
- Загорка Голубовић, члан
- Владимир Гоати, члан
- Божидар Јакшић, члан
- Миленко Каран, члан
- Весна Пешић, члан
- Младен Стојанов, члан
- Стјепан Гредељ, члан

### Бр. 1-2/1989 – 1-4/1990
- Марија Богдановић, председник
- Есад Ћимић, члан
- Загорка Голубовић, члан
- Владимир Гоати, члан
- Божидар Јакшић, члан
- Миленко Каран, члан
- Владимир Милић, члан
- Младен Стојанов, члан
- Триво Инђић, члан

### Бр. 1-4/1991 – 1-4/1993
- Марија Богдановић, председник
- Марина Благојевић, члан
- Есад Ћимић, члан
- Загорка Голубовић, члан
- Владимир Гоати, члан
- Биожидар Јакшић, члан
- Миленко Каран, члан
- Владимир Милић, члан
- Младен Стојанов, члан
- Милена Давидовић, члан

Од бр. 1/1994 у импресуму Социолошког прегледа нема више Издавачког савета.

## Аутори прилога
У часопису је, закључно са бројем 4/2017, објављивао 621 аутор, међу којима су: Слободан Јовановић, Ђорђе Тасић, Јован Ђорђевић, Радомир Лукић,  Михаило Констатиновић, Михаило В. Поповић, Михало Ђурић, Руди Супек, Есад Ћимић, Јоже Горичар, Милош Илић, Марија Богдановић, Слободан Бакић, Загорка Голубовић, Цветко Костић, Милосав Јанићијевић, Љубомир Тадић, Добрица Ћосић, Војин Милић, Ђуро Шушњић, Миодраг Ранковић, Михаило Марковић,  Brian J. Betlay, Remond Mulen, Leonard M. Sizer, Joel Martin Halpern, Đerđ Rapi, Jean-Louis Leville, Wilbert E. Moore, Honorina Kazaku, Hilde fon Balusek, Robert M. Hayden, Donald D. Cressey, Beverly H. Burris, Kurt Volf, Máte Szabó, Helena Koyakiewicz, Gousgounis Nikos, Adam Burgess, Alfred Rubin, Ogla V. Nechiporenko, Vsevolod V. Samsonov, Irina V. Trotsuk, Samir Amin, Davide Azzolini, Charles McKelvey, Angelo J. Corlett, Todor Galunov, Alcides A. Monteiro , Charalambos Tsekeris, Persefoni Zeri, Gift Mugano, Pradeepika Gada, Jens Stilhoff Sörensen, Dimitar V. Dimitrov, Anna I. Mantarova...

## Теме
Обухвата социолошке, као и мултидисциплинарне теме са социолошким аспектом.

## Електронски облик часописа
На званичном сајту часописа може се пронаћи електронска верзија часописа и комплетна електронска архива свих бројева часописа.

## Категоризација часописа
Часопис је категорисан од стране Министарства просвете, науке и технолошког развоја Републике Србије у категорији међународних научних часописа за друштвене науке - социологија и демографија.

## Индексирање у базама података
- SCIndex[4]
- CEEOL[9]
- ERIH PLUS[10]
- DOAJ[11]
- Sherpa Romeo[12]
- ROAD[13]
- OpenAIRE[14]
- Crossref[15]
- ISA[16]
- EZB[17]
- ZDB[18]